# Поль Перк
Поль Перк (фр. Paul Perquer, 3 жовтня 1859 — ) — французький яхтсмен.
Олімпійський чемпіон 1900 року в класі 10—20 тонн.